# Omar Bradley
Omar Nelson Bradley (Clark, Missouri, 12. veljače 1893. — New York, 8. travnja 1981.) je bio američki general, jedan od glavnih terenskih zapovjednika američke vojske u Sjevernoj Africi i Europi u Drugom svjetskom ratu.

## Životopis

### Rani život i obrazovanje
Bradley je rođen u siromašnoj obitelji blizu Clarka, Missouri, kao sin učitelja. Obrazovanje je stekao u lokalnim školama i namjeravao je upisati Fakultet u Missouriju, ali su ga savjetovali da proba upisati West Point. Bio je prvi u svom okrugu na prijemnom ispitu i upisao je akademiju 1911. godine. Diplomirao je na West Pointu 1915. godine u klasi u kojoj su bili i mnogi budući generali i stoga su je vojni povjesničari nazvali Klasa na koju su pale zvijezde.
Pridružio se 12. Pješadijskom puku, ali nije sudjelovao u akcijama u Europi. Bio je stacioniran na meksičkoj granici 1915. godine. Kada je objavljen rat, bio je unaprijeđen u kapetana, ali je poslan na službu u Montanu. Bradley je stupio u 19. Pješadijsku Diviziju u kolovozu 1918. godine, koja je trebala biti poslana u Europu, ali zbog pandemije gripa i primirja nije napustio Ameriku.

### Međuratno razdoblje
Između dva rata je predavao i studirao. Od 1920. do 1924. godine je predavao matematiku na West Pointu. Unaprijeđen je u bojnika 1924. godine i pohađao je napredni pješadijski kurs u Fort Benningu, u Georgiji. Poslije kratkoge službe na Havajima, išao je u Školu zapovjedništva i Glavnog stožera u Fort Leavenworth od 1928. do 1929. godine. Od 1929. godine ponovo je predavao na West Pointu, pauzirajući da bi pohađao Vojni ratni koledž, 1934. godine. Godine 1936. je unaprijeđen u čin potpukovnika i radio je u Ministarstvu rata od 1938. godine. U veljači 1941. godine je unaprijeđen u brigadnog generala i poslan je da zapovijeda Fort Benningom. U veljači 1942. godine je preuzeo zapovjedništvo 82. Pješadijske divizije, prije nego što je premješten u 28. Pješadijsku diviziju u lipnju.

### Drugi svjetski rat
Bradley nije zapovijedao na fronti sve do rane 1943. godine, poslije Operacije baklja. Dano mu je zapovjedništvo nad VIII. korpusom, ali je umjesto toga poslan u Sjevernu Afriku da služi pod zapovjedništvom Dwighta Eisenhowera. Postavljen je na čelo II. korpusa u travnju i vodio ga je u finalne bitke tijekom travnja i svibnja. Zatim je zapovijedao ovim korpusom na Siciliji tijekom srpnja. Tijekom priprema za desant na Normandiju, Bradley je izabran da zapovijeda značajne 1. armijskom grupom. Tijekom Operacije Overlord zapovijedao je s tri korpusa upućena u oblasti označene kodnim imenima Utah i Omaha. Kasnije, tijekom srpnja, planirao je Operaciju Kobra, koja je označavala početak proboja s obala Normandije. Do kolovoza, Bradleyjevo zapovjedništvo nad preimenovanom 12. armijskom grupom je naraslo na preko 900,000 ljudi.
Bradley je svoje snage usmjerio na ambiciozni pokušaj da opkoli njemačku vojsku u Normandiji. Ovaj pokušaj je bio samo dijelom uspješan, ali njemačka vojska je ipak pretrpjela velike gubitke tijekom povlačenja. Američke snage su stigle na Seigfriedovu liniju tijekom rujna. Ovo veliko napredovanje je iznenadilo američku zapovjedništvo. Ono je očekivalo da će njemački Wehrmacht zauzeti obrambene linije na francuskim rijekama, tako da se američka vojska pretjerano razvukla i vremenom je logistika postala problem.
U ovom trenutku je Eisenhowerovo zapovjedništvo moralo odlučiti o daljoj strategiji. Bradley je zagovarao strategiju koja se sastojala od napredovanja prema Saaru, ili dva pravca napredovanja prema oblastima Saar i Ruhr. Tek unaprijeđen u čin feldmaršala, Bernard Montgomery je tražio da on bude na čelu napada sjevernog krila na Ruhr. Montgomeryjeva temperamentna osobnost je na kraju odnijela prevagu i dovela do Operacije Market-Garden. Iako ova rasprava nije napravila pukotine u zapovjedništvu, ipak je dovela do ozbiljne pukotine u odnosima između dvojice zapovjednika armijskih grupa na europskom bojištu. Bradley je ogorčeno protestirao kod Eisenhowera zbog prioriteta koji je Montgomery dobio u dostavi zaliha, ali je Eisenhower, imajući u vidu britansko javno mnijenje umirivao Bradleyjeve proteste.
Poslije neuspjeha Montgomeryjevih snaga u pokušaju da zauzmu Arnhem i u njemu most preko Rajne, snage pod Bradleyjevim zapovjedništvom su zadale početni udarac u predstojećoj bici za izbočinu. Bradley je iskoristio prednost stečenu u ožujku 1945. godine — pošto je Eisenhower još jednom favorizirao Montgomeryja raspodjelom zaliha za još jednu neuspješnu ofenzivu u veljači 1945. godine — da slomi njemačku obranu, prijeđe rijeku Rajnu i uđe u srce industrijske oblasti Ruhra. Bradleyjevo agresivno gonjenje razbijenih njemačkih trupa je rezultiralo zaposjedanjem mosta preko Rajne kod Remagena. Bradley i njegovi podređeni su brzo iskoristili ovaj prijelaz preko Rajne, i izveli veliki manevar ukliještivši njemačke snage u Ruhru sa sjevera i juga. Tom prilikom je zarobljeno preko 300,000 njemačkih vojnika. Američke snage su se sredinom travnja srele sa sovjetskim snagama blizu rijeke Elbe. Do V-E Dana, 12. armijska grupa je imala četiri armije (1., 3., 9., i 15.) s preko 1,3 milijuna vojnika.

### Nakon rata
Bradley je dvije godine poslije rata rukovodio Administracijom za Veterane. Unaprijeđen je u armijskog šefa generalštaba 1948. godine i prvog službenog predsjedatelja združenog generalštaba 1949. godine. Dana 22. rujna 1950. godine je unaprijeđen u čin generala vojske, kao peti i posljednji čovjek koji je dostigao taj čin u američkoj vojsci. Također je 1950. godine postavljen za prvog predsjedatelja u odboru NATO-a. Ostao je u odboru do kolovoza 1953. godine, kada je napustio aktivnu službu i preuzeo više civilnih funkcija.
Kao predsjedatelj združenog generalštaba, Bradley je oštro ukorio generala Douglasa Macarthura, zapovjednika UN-ovih snaga u Koreji, zbog njegove želje da proširi Korejski rat na Kinu. Ubrzo pošto je Harry S. Truman smijenio Macarthura, u travnju 1951. godine, Bradley je na kongresnom svjedočenju rekao: 
Bradley je objavio memoare 1951. godine, pod naslovom Vojnikova priča i tom prilikom negirao tvrdnje maršala Montgomeryja, koji je tvrdio da je on pobijedio u bici za izbočinu.
Kad je umro 1981. godine, Omar Bradley je pokopan na nacionalnom groblju Arlington.

## Vanjske poveznice
- Bradley's biography at the U.S. Army website.
- Omar Nelson Bradley, General of the Army  Arhivirana inačica izvorne stranice od 20. srpnja 2012. (Wayback Machine), Arlington National Cemetery profile.